# NGC 1869
NGC 1869 ist die Bezeichnung eines Emissionsnebels mit einem eingebetteten offenen Sternhaufen im Sternbild Dorado. Das Objekt gehört zu der Superblase DEM L105 in der Großen Magellanschen Wolke und wurde am 24. September 1826 von James Dunlop entdeckt.